# 蔡佩瑾
蔡佩瑾，（TSAI, PEI-CHIN，1970年2月1日—）台灣劇場演員、編劇、導演。藍天空劇團團長、共同創辦人。朝陽科技大學傳播藝術系畢業，國立臺南藝術大學音像藝術管理研究所碩士。曾任青年中學影劇科專任教師、電影電視科兼任教師，以及國立雲林科技大學數位媒體系、朝陽科技大學傳播藝術系、中州科技大學視訊傳播系、亞洲大學幼兒教育學系等多校兼任講師。丈夫錢康明為前新竹市政府文化局長。

## 生平
蔡佩瑾年幼時因為觀賞日本飛行船劇團演出，從而對兒童戲劇演出產生憧憬。1983年代表學校參與台北市青少年兒童劇展演出，獲金鼎獎「優等演員獎」，於是在高中的時候選擇相關科系就讀。
1991年參與台中市立文化中心兒童劇團《圍牆的秘密》幕後工作，爾後10年之間與該劇團合作了多部作品。並且先後兼任國立嘉義農專、開南工專、僑光商專、中台醫專、台中家商、立人高中及台中女中等多所學校戲劇社指導老師。1997年與台中市立文化中心兒童劇團的合作夥伴創立藍天空劇團並擔任團長，創團時的團員除了團長自己外皆任教於青年高中。隔年蔡佩瑾也開始兼任青年高中影劇科老師。這段期間藍天空劇團成員與青年高中老師，也持續投入參與台中市立文化中心兒童劇團的戲劇製作。
2001年，由於台灣省改制，台中市立文化中心兒童劇團專案因而取消。藍天空劇團也開始將發展重心轉移到自行製作兒童劇，同年推出《Angel流浪記》。為延續文化中心兒童劇團的熱情，2004年開始重新聚集文化中心兒童劇團團員，並招考新進團員。延續每年製作兒童劇場的形式，演出兒童劇。
2007年，進入台南藝術大學音像藝術管理研究所深造，2009年畢業後，兼任國立雲林科技大學數位媒體系、朝陽科技大學傳播藝術系、中州科技大學視訊傳播系、亞洲大學幼兒教育學系等校兼任講師。

## 藍天空劇團
1997年5月與錢康明等人於台中成立藍天空劇團，擔任團長。創團初期先由教學開始，並承接台中縣市兒童劇企劃、演出。為臺中第一個戲劇科班生組成的現代劇團。
2002年起，劇團與作曲家林仁杰合作製作由經典童話改編的兒童音樂劇《小美人魚》，後續又合作了《魔法玻璃鞋》、《童話家家酒》等作品。
2012年與青年中學影視科合作《青春調色盤》青少年歌舞劇，擔任編導。
2018年承接台中世界花卉博覽會定目劇《山櫻花之環》，由總監錢康明擔任導演，許勝欽編曲，謝玉郎音樂設計，並且由台灣青年舞團長洪淑玲擔任藝術總監，朱宗慶打擊樂團朱宗慶總監、如果兒童劇團趙自強團長擔任音樂和戲劇顧問，劉培能教授擔任製作顧問。由台灣青年舞團、藍天空劇團、青年中學舞蹈科及電影電視科等表演團體、學校藝術科聯合演出。
2019年，參與藍天空劇團與台灣青年舞團合作於臺中國家歌劇院演出的《三分之一狂想》都會喜劇，擔任編劇、導演。
2021年與青年中學影視科再次合作製作《青春調色盤2-青春練習生》。
2022年改編台灣民間故事《賣香屁》，並於台中文學季，親子文學劇場演出。
2023年3月10日，新竹市政府公布小內閣人事，劇團總監錢康明出任新竹市政府文化局長，直至2023年9月11日卸任。

## 參與作品

### 兒童劇
- 1991年，台中市立文化中心兒童劇團《圍牆的秘密》幕後
- 1992年，台中市立文化中心兒童劇團《公主巡龍記》演員
- 1997年，台中市立文化中心兒童劇團《奇奇的鑰匙》演員
- 1997年，台中市立文化中心兒童劇團《豬、騾、雞公園》演員
- 1997年，台中市立文化中心兒童劇團《小木偶奇遇記》演員
- 1998年，台中市立文化中心兒童劇團《小王子》演員
- 1999年，國家戲劇院《格林童話魯啦啦》製作人
- 1999年，青年劇團《魔法玻璃鞋》行政
- 1999年，台中市立文化中心兒童劇團《圍牆的秘密》演員
- 2000年，青年劇團《香蕉新天堂》編劇、導演
- 2001年，台中市立文化中心兒童劇團《誰偷了金絲雀的夢》幕後
- 2001年，藍天空劇團《Angel流浪記》行政
- 2003年，青年劇團《小美人魚》行政
- 2005年，藍天空劇團《魔法玻璃鞋》製作
- 2006年，藍天空劇團《歡樂萬花筒~天空調色盤》製作
- 2006年，藍天空劇團《誰偷了金絲雀的夢》製作
- 2010年，環球科技大學畢業公演《彩虹棉花糖》幕後技術
- 2012年，藍天空劇團《小美人魚》執行製作
- 2013年，藍天空劇團《魔法玻璃鞋》執行製作

### 定目劇
- 2018年，台中世界花卉博覽會《山櫻花之環》執行製作
- 2021年，台灣傳統藝術中心臨水劇場《文字傳說》編導

### 青少年戲劇、音樂劇
- 2012年，青年中學影視科《青春調色盤》執行製作
- 2014年，台灣青年劇團，青年高中電影電視科《深切的火花 演劇先驅張深切》執行製作、演員
- 2015年，台灣青年劇團，青年高中電影電視科《爸爸來報到》執行製作
- 2016年，台灣青年劇團，青年高中電影電視科、舞蹈科《鍾肇政 魯冰花》執行製作、表演指導
- 2018年，台灣青年劇團，青年高中電影電視科《歡迎來到青年旅店》表演指導
- 2021年，青年高中電影電視科《青春調色盤2-青春練習生》執行製作、表演指導

### 都會劇
2019年，台灣青年舞團、藍天空劇團《三分之一狂想》執行製作、表演指導

## 外部連結
- 藍天空劇團官方網站 （页面存档备份，存于）